# Ямао Ёдзо
Ямао Ёдзо (яп. 山尾 庸三 Ямао Ё:дзо:, 5 ноября 1837 — 22 декабря 1917) — японский государственный деятель, директор Законодательного бюро (1885—1888), министр общественных работ (1880—1881), президент Японского инженерного общества (1882—1917) и Общества промышленной химии (1901—1902, 1905—1906), президент Японской ассоциации глухонемых (1915—1917), член Гэнроина (1878—1880), виконт (1887), дед политика Кидо Коити.

## Биография
Родился в деревне Айофутадзиме княжества Тёсю (ныне район города Ямагути) как второй сын Ямао Тюдзиро, старосты деревни (сёя) и вассала семьи Хандзава. Его талант к бухгалтерскому учёту был признан Хандзавой Исикэном, и его повысили до личного слуги. В 1852 году Ямао отправился в Эдо чтобы учиться у своего земляка Кацуры Когоро, а позже стал учеником школы Эгавы Хидэтацу.
В 1861 году Ёдзо поднялся на борт корабля сёгуната «Камэда-мару», который осмотрел устье реки Амур и остановился в Николаевске для торговли. Вернувшись в Японию, остался в Хакодатэ и обучался у Такэды Аясабуро. В 1862 году участвовал в поджоге недавно построенного здания британского посольства и вместе с Ито Хиробуми убил учёного кокугаку Ханаву Тадатоми, которого подозревали в желании «свергнуть императора» из-за ложных слухов.
В марте 1863 года поступил на службу землемером на судно «Кигай-мару», купленном княжеством Тёсю, и совершил плавание из порта Иокогама в порт Митадзири (ныне район Хофу) через Осаку. Капитаном «Кигай-мару» на тот момент являлся Номура Якити. Вернувшись в Тёсю, Ямао и Номура немедленно попросились в поездку на Запад для обучения, и было решено, что они вместе с Иноуэ Каору отправятся в Англию. Чуть позднее к ним присоединились Ито Хиробуми и Эндо Кинсукэ, тем самым став известной «Пятёркой из Тёсю».
Ямао изучал английский язык и фундаментальные науки в течение двух лет в Университетском колледже Лондона. После окончания второго курса колледжа был награждён почётной медалью за выдающиеся успехи в учёбе, занял 4-е место по аналитической химии и 10-е по теоретической химии.
Затем Ёдзо переехал в Глазго, где благодаря знакомству с Хью Мэтисоном получил техническую подготовку в качестве подмастерья на верфи Нейпира, а также учился на вечерних курсах в колледже Андерсона (ныне Стратклайдский университет). Генри Дайер, который позже приехал в Японию в качестве инженера, заявлял, что видел Ямао в вечерней школе колледжа Андерсон.
Вернулся в Японию в 1868 году и поступил на службу в правительство Мэйдзи, где был назначен управляющим металлургического завода в Ёкосуке. В 1870 году по предложению Эдмунда Мореля, главного инженера по строительству железных дорог, Ямао Ёдзо совместно с Ито Хиробуми основали Министерство общественных работ. В то время Ямао решительно настаивал на том, чтобы оно было создано как независимое министерство, а не как организация в составе Министерства народных дел. Согласно письму Окубо Тосимити адресованного к Ивакуре Томоми, после двух обсуждений и протеста Ямао Ёдзо, приведшего веские аргументы, было решено, что Министерство общественных работ станет независимым министерством.
В 1871 году, когда Министерство общественных работ было реорганизовано в систему из десяти бюро и одного офиса, Ямао руководил министерством вместо Ито Хиробуми, который находился за границей в составе миссии Ивакуры, и был назначен главой двух бюро инженерного и землемерного. Ёдзо упорно трудился над созданием в 1873 году Технической школы, первого в Японии учебного заведения по подготовке инженеров-практиков, которая в 1877 году была переименована в Императорский технический колледж и стала предшественником инженерного факультета Токийского университета. Позднее он также стал сооснователем школы для слепых и глухих, одной из первых в Японии. После работы в качестве заместителя министра общественных работ, младшего помощника министра общественных работ и старшего помощника министра общественных работ, в 1880 году был назначен министром общественных работ и ему были доверены важные должности, связанные с инженерным делом. Как министр общественных работ, Ямао приложил большие усилия для изучения тогдашнего состояния горнодобывающей и обрабатывающей промышленности, отбора западных кадров и технологий, которые можно было бы внедрить, содействия развитию, усовершенствованию и оживлению горнодобывающей и обрабатывающей промышленности, а также улучшения средств транспортировки сырья и товаров (судов, портов, маяков, железных дорог и т. д.).
В 1885 году, когда Министерство общественных работ было упразднено, Ямао был назначен генеральным директором недавно созданного Законодательного бюро при правительстве Ито, а также получил должность советника императорского двора, управителя дома Арисугава-но-мия (1886—1898) и управителя дома Китасиракава-но-мия (1888). 24 мая 1887 года ему был пожалован титул виконта (сисяку).
Уйдя в отставку с государственной службы в 1898 году, посвятил себя литературе и каллиграфии, особенно увлекаясь разведением золотых рыбок.

## Семья
Был женат на Ивасэ Танэко, старшей дочери Ивасэ Рё. Два старших сына умерли молодыми, и только третий Ямао Сабуро (1877—1946) пережил отца. Помимо троих сыновей в браке родилось как минимум восемь дочерей, среди которых были:
- Суэко (1871—1953), жена Кидо Такамасы и мать Кидо Коити
- Тиёко (1876—1904), первая жена Хиросавы Киндзиро
- Ёнэко (род. 1880), первая жена Маэдзимы Ватару
- Цуруко (род. 1882), жена Фуруи Хисацуны
- Камэко (род. 1883), вторая жена Хиросавы Киндзиро
- Торико (род. 1885), вторая жена Маэдзимы Ватару
- Умэко (род. 1899), жена Хосино Томохиро

## Награды
- Медаль Почёта с жёлтой лентой (21 июля 1888)
- Орден Священного сокровища 1 класса (29 июня 1892)
- Орден Восходящего солнца 1 класса (31 января 1898)
- Орден Цветов павловнии (22 декабря 1917)